# Tim Jenkin
Tim Jenkin (wł. Timothy Peter Jenkin, ur. 1948 w Kapsztadzie) – południowoafrykański pisarz, działacz na rzecz walki z apartheidem, były więzień polityczny. Najbardziej znany z ucieczki z więzienia w Pretorii w 1979.

## Twórczość
- Ucieczka z Pretorii, ang. Escape from Pretoria, Londyn 1987
- Ucieczka z więzienia w Pretorii ang. Escape from Pretoria Prison, Johannesburg, Londyn 2003[1]
- ekranizacja Ucieczka z Pretorii(inne języki), 2020